# Ditrichophora subnubila
Ditrichophora subnubila är en tvåvingeart som beskrevs av Cresson 1940. Ditrichophora subnubila ingår i släktet Ditrichophora och familjen vattenflugor. Inga underarter finns listade i Catalogue of Life.